# The Great Italian Songbook
The great italian songbook è un album cover del cantante italiano Al Bano registrato e pubblicato nel 2010 solo in Germania, Austria e Svizzera. Contiene duetti con Umberto Tozzi, Toto Cutugno e Cristèl Carrisi.

## Tracce
1. Se bastasse una canzone (Adelio Cogliati, Piero Cassano, Eros Ramazzotti)
2. Gente di mare (duetto con Umberto Tozzi) (Raffaele Riefoli, Umberto Tozzi, Giancarlo Bigazzi)
3. Felicità (Cristiano Minellono, Dario Farina, Gino De Stefani)
4. Il volo (duetto con Cristèl Carrisi) (Adelmo Fornaciari)
5. Ti amo (Giancarlo Bigazzi, Umberto Tozzi)
6. Primavera in anticipo (Alfredo Rapetti Mogol, James Blunt, Laura Pausini, Daniel Vuletic)
7. Azzurro (Michele Virano, Paolo Conte, Vito Pallavicini)
8. L'italiano (duetto con Toto Cutugno) (Toto Cutugno, Cristiano Minellono)
9. Mamma (Bixio Cherubini, Cesare Andrea Bixio)
10. Sempre sempre (Claude Lemesle, Michel Carre, Michel Gouty, Vito Pallavicini)
11. Nel sole (Albano Carrisi, Pino Massara, Vito Pallavicini)
12. Tornerò (Elio Palumbo, Claudio Natili, Ignazio Polizzy, Marcello Ramoino)